# Serapicos (Bragança)
Serapicos é uma povoação portuguesa sede da Freguesia de Serapicos do Município de Bragança, freguesia com 28,25 km² de área e 187 habitantes (censo de 2021), tendo, por isso, uma densidade populacional de 6,6 hab./km².

## Demografia
A população registada nos censos foi:
| Distribuição da População por Grupos Etários | Distribuição da População por Grupos Etários | Distribuição da População por Grupos Etários | Distribuição da População por Grupos Etários | Distribuição da População por Grupos Etários |
| -------------------------------------------- | -------------------------------------------- | -------------------------------------------- | -------------------------------------------- | -------------------------------------------- |
| Ano                                          | 0-14 Anos                                    | 15-24 Anos                                   | 25-64 Anos                                   | > 65 Anos                                    |
| 2001                                         | 34                                           | 27                                           | 122                                          | 106                                          |
| 2011                                         | 18                                           | 17                                           | 78                                           | 95                                           |
| 2021                                         | 10                                           | 11                                           | 70                                           | 96                                           |

## Património
- Igreja Paroquial de Serapicos
- Santuário de Nossa Senhora do Aviso
- Capela de São Sebastião
- Igreja de Vila Boa
- Igreja Filial de Carçãosinho

## Pontos de interesse
- Praia fluvial de Serapicos